# خورن خاچاطریان
خورن آرمناکی خاچاطریان (ارمنی: Խորեն Արմենակի Խաչատրյան؛  زادهٔ ۱۶ مارس ۱۹۲۳ - درگذشته ۱۳ مارس ۱۹۷۷) مکانیک، آکادمیسین و فرد نظامی اهل ارمنستان بود.

## زندگی‌نامه
وی در ۱۶ مارس ۱۹۲۳ در ایروان به دنیا آمد و از دانشگاه ملی علوم کشاورزی ارمنستان (۱۹۵۱) فارغ‌التحصیل گشت. وی از سال ۱۹۶۷ عضو مکاتبه‌ای آکادمی علوم کشاورزی روسیه بود. همچنین برندهٔ جوایزی همچون نشان لنین (۱۹۴۵)، قهرمان اتحاد شوروی (۱۹۴۵)، نشان پرچم سرخ (۱۹۴۵)، نشان پرچم سرخ کار (۱۹۶۶ و ۱۹۷۷)، نشان جنگ میهنی درجه دو (۱۹۴۴) و نشان ستاره سرخ (۱۹۴۴) شده است. وی در ۱۳ مارس ۱۹۷۷ در سن ۵۳ سالگی در ایروان درگذشت و در آرامستان مرکزی ایروان (توخماخ) به خاک سپرده شد.

## یادداشت
1. ↑  տեխնիկական գիտությունների դոկտոր

## نگارخانه

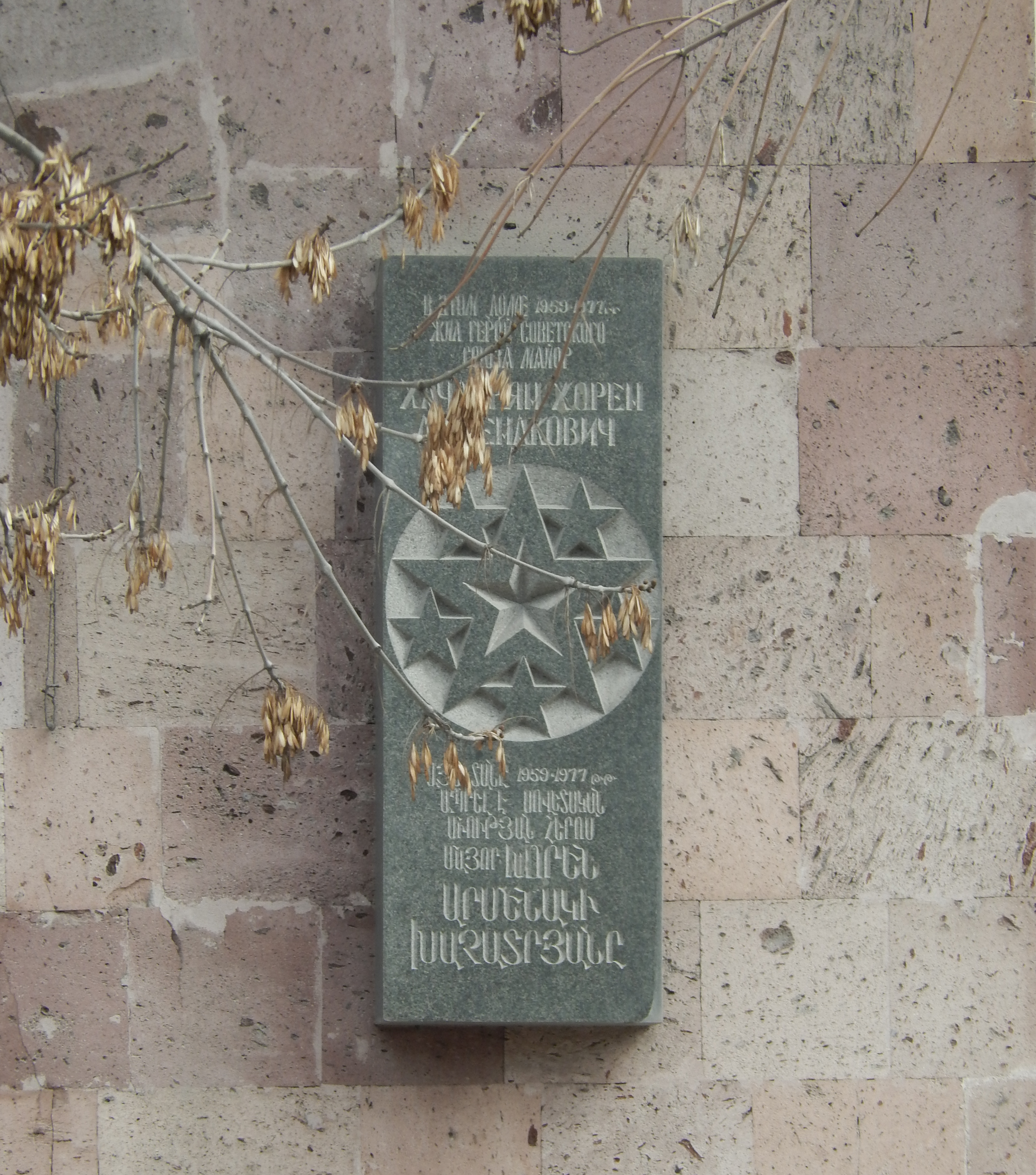
پلاک یادبود در ایروان